# Régis Caël
Régis Caël, né le 19 février 1959 à Saint-Dié-des-Vosges, est un réalisateur et producteur de documentaires.

## Biographie
Régis Caël est le fils d'un instituteur. Il fait ses études à l’école Nationale d’Ingénieur de Metz (L'ENIM), puis il s’inscrit à l’École Normale. Il exerce alors le métier d’enseignant spécialisé dans le handicap. Cependant sa passion pour la photographie prend le dessus.
Dans les années 1980, il se lie d’amitié avec Régis Latouche (maître de conférence à l’Institut européen du cinéma et de l'audiovisuel de Nancy) un jeune étudiant qui deviendra son futur acolyte. Leur carrière commune commence avec Le QG du bois du marais, un court métrage à l’ambiance décalée, puis il fonde en 1985 l’Association Cinéfix avec Régis Latouche et Roger Viry-Babel, qui devient ERE Production en 1996.

## Œuvre
Sensible au sujet complexe de l’acceptation de la différence, Régis Caël se spécialise dans les documentaires sociaux, médicaux et psychiatriques. C’est entre autres avec des films comme Un métier à tisser. Une unité de soin, mère-enfant qu’il rejoint son ancien métier d’enseignant spécialisé à celui de réalisateur. Son documentaire La vraie planète terre atteint une certaine notoriété dans le milieu médical et scolaire.
Attaché à une politique régionale de l’audiovisuel, il réalise essentiellement des documentaires autour de la région Lorraine, avec par exemple la quadrilogie Les âmes de Verdun 14-18 et Kisses from France. Il aborde également le milieu des mineurs dans sa région natale dans Les gens de la mine, l'épopée des mineurs de charbon en Lorraine.

## Filmographie
| Année | Titre                                                                                         | Réalisé avec:                    |
| ----- | --------------------------------------------------------------------------------------------- | -------------------------------- |
| 1987  | Le QG du bois du marais                                                                       | Régis Latouche                   |
| 1996  | Les âmes de Verdun                                                                            | André Bendjebbar, Régis Latouche |
| 1997  | Terres d'Asile                                                                                |                                  |
| 1997  | Petits morceaux de lumière « autisme et psychose, le travail de la pédopsychiatrie publique » | Alain Bouvarel, Jacques Constant |
| 1998  | Un métier à tisser. Une unité de soin mère-enfant                                             | Alain Bouvarel                   |
| 1998  | Où est la frontière ?                                                                         | Régis Latouche, Peter Schott     |
| 1998  | Kisses from France, la première guerre mondiale : mémoires américaines                        | Régis Latouche                   |
| 1999  | Devoir de mémoire                                                                             | Régis Latouche                   |
| 2000  | Les héritières. Cités minières dans le bassin Lorrain                                         |                                  |
| 2000  | 500 Milliards d'Images                                                                        |                                  |
| 2001  | Les gens de la mine, l’épopée des mineurs en Lorraine                                         |                                  |
| 2001  | Les écoles de Massoud                                                                         | Brigitte Brault                  |
| 2002  | Passeurs d’Histoires                                                                          | Alain Riès                       |
| 2003  | Les feux de la locale                                                                         |                                  |
| 2006  | La vraie planète terre                                                                        |                                  |
| 2007  | Jour de scène, document 2 Le décor                                                            |                                  |
| 2008  | Les yeux de l'autre, 14-18, une guerre qui n'en finit pas !                                   |                                  |
| 2008  | Histoire de fond                                                                              |                                  |
| 2009  | Le vrai trésor                                                                                |                                  |
| 2013  | Monsieur X                                                                                    |                                  |
| 2018  | Bienvenue en France,                                                                          | Régis Latouche                   |

## Prix
- Mars 1997 : Prix du public au Festival de Mauriac pour Petits morceaux de lumière, « Autisme et Psychoses, le travail de la pédopsychiatrie publique »
- 1999 : Prix du jury au Festival Médical de Mauriac pour Terres d'Asile
- 2003 : Primé au Festival de l'Histoire de Rueil Malmaison "Histoire et Actualité" pour Les écoles de Massoud
- 2006 : 1er prix au Festival du film médical d'Amiens pour La vraie planète terre
- 2006 : Grand Prix du Festival Sciences et Cinéma d'Oullins pour La vraie planète terre